# السنبورن
السنبورن (به آلمانی: Alsenborn) یک منطقهٔ مسکونی در آلمان است که در Enkenbach-Alsenborn واقع شده‌است.

## خصوصیات
السنبورن ۱۱٫۶ کیلومترمربع مساحت دارد ۲۹۲ متر بالاتر از سطح دریا واقع شده‌است.